# Metachroma testaceum
Metachroma testaceum är en skalbaggsart som beskrevs av Willis Blatchley 1920. Metachroma testaceum ingår i släktet Metachroma och familjen bladbaggar. Utöver nominatformen finns också underarten M. t. testaceum.